# 천안 광덕사 천불전
천안 광덕사 천불전(天安 廣德寺 千佛殿)은 대한민국 충청남도 천안시 광덕면, 광덕사에 있는 건축물이다. 1984년 5월 17일 대한민국의 충청남도 제247호로 지정되었다.

## 개요
광덕사는 신라 선덕여왕 12년(643) 자장율사가 지었고 흥덕왕 때 진산조사가 다시 지었다. 임진왜란으로 불타버리기 전에는 경기도와 충청도 지방에서 가장 큰 절 중 하나였다고 한다.
임진왜란 후 대웅전과 천불전을 다시 지었다고 하는데 지금 있는 천불전은 옛 건물을 1975년에 완전히 해체하여 복원한 것이다.
앞면 5칸·옆면 3칸 규모로 지붕은 옆면에서 볼 때 여덟 팔(八)자 모양인 팔작지붕이다. 지붕 처마를 받치기 위해 장식하여 만든 공포는 기둥 위와 기둥 사이에도 있는 다포 양식으로 꾸몄다.
안쪽에는 목조비로자나불을 중심으로 좌우에 가섭과 아난존자를 모시고 있다. 비로자나불은 왼손가락끝으로 오른손가락을 덮어 누르고 있어 눈길을 끈다. 세 불상 뒤로는 천불이 그려진 탱화 3점이 걸려 있었다. 이 탱화는 광덕사의 사적기가 제작된 조선 숙종6년(1680) 당시에도 오래된 듯 보여 그 이전에 제작된 것으로 추정하였으나 1999년 12월 화재로 소실되었다.

## 같이 보기
- 광덕사

## 참고 문헌
- 《문화유적총람》사찰편, 충청남도, 1990년
- 《충남지역의 문화유적》7집, 백제문화개발연구원, 1993년
- 《천안시사》, 천안시, 1997년
- 《충청남도지정문화재해설집》, 충청남도, 2001년

## 참고 자료
- 광덕사 천불전 - 국가유산청 국가유산포털